# Nguyễn Viết Nhiên
Nguyễn Viết Nhiên (sinh năm 1957) là một Chuẩn đô đốc Hải quân Nhân dân Việt Nam. Ông từng giữ chức vụ Phó Tư lệnh Quân chủng Hải quân. Ông cũng là một đại biểu Quốc hội Việt Nam khóa 13, thuộc đoàn đại biểu Hải Phòng.

## Thân thế và sự nghiệp
Ông sinh ngày 26 tháng 3 năm 1957 tại Xã Xuân Đài, huyện Xuân Trường, Nam Định
Năm 2003, bổ nhiệm giữ chức Chỉ huy trưởng Vùng 4 Hải quân
Năm 2009, bổ nhiệm giữ chức Phó Tư lệnh Quân chủng Hải quân
Năm 2017, ông nghỉ chờ hưu.
Chuẩn Đô đốc (2009)